# It boy
It boy (também referido como It man) é um termo utilizado para se referir a homens, geralmente muito jovens, que, mesmo sem querer, criam tendências, despertam o interesse das pessoas em relação ao seu modo de vestir, de andar, pensar ou ser. Os “it boys” têm, via de regra, o que muitos chamam de “carisma”, algo que atrai a atenção para eles. Sua característica mais determinante é a de serem incomuns, de destacarem-se das pessoas comuns e provocar interesse, a ponto de outras pessoas passarem a copiar seu jeito de vestir, falar e/ou agir. Normalmente os “it boys” se comportam de maneira irreverente e despertam a curiosidade das pessoas sobre o seu modo de vida.
A versão feminina da expressão "it boy", é "it girl" na qual é mais conhecida.

## Uso da expressão
O primeiro uso do conceito "it" neste sentido pode ser encontrado em uma história de Rudyard Kipling: "Não é a beleza, por assim dizer, nem uma boa conversa, necessariamente. É só 'it'." Elinor Glyn opinou em palestra: "Com 'It' você conquista todos os homens se você é mulher e todas as mulheres se você é homem. 'It' pode ser uma qualidade mental ou também um atrativo físico." A expressão atraiu atenção mundial em 1927, com o filme It, estrelado por Clara Bow. Em 1950, Clara Bow identificou Robert Mitchum como um "it man".
A maioria dos "it boys" têm alguma ligação com o mundo das artes, como por exemplo atores, cantores, modelos etc. 
Alguns, no meio fashion, trazem as tendências das passarelas para o dia a dia, compelindo os homens a seguirem o mesmo estilo.

## It boys modernos
O termo voltou a ser frequentemente utilizado após a década de 2010 com o sucesso global do k-pop, onde seus artistas popularizaram a maquiagem masculina.

### Exemplos
| Artista                  | Descrição |
| ------------------------ | --- |
| Leonardo DiCaprio (1974) | É um ator e produtor de cinema americano, considerado um dos melhores atores de sua geração. O estrelato internacional que alcançou com Titanic (1997) intensificou sua imagem de ídolo teen e protagonista romântico. Em 1995, a Entertainment Weekly referiu-se a Leonardo DiCaprio como "'It' Boy de Hollywood" por causa de seu "talento brilhante e aparência arrojada com cara de bebê – uma combinação do místico e do travesso – que têm as torneiras de louvor jorrando baldes". Várias publicações, como People, Empire, e Harper's Bazaar, incluíram DiCaprio em suas listas dos atores mais atraentes. Em 2016, ele foi nomeado uma das 100 pessoas mais influentes do mundo pela revista Time. |
| G-Dragon (1988)          | Rapper, cantor, compositor, produtor musical, empresário e designer de moda sul-coreano, conhecido por reinventar sua imagem e estilo ao longo dos anos, o artista é frequentemente descrito como o membro "mais elegante" do Big Bang. Enquanto promovia "Heartbreaker" (2009), sua mudança de penteado ao tingi-lo de loiro ganhou popularidade entre seus fãs e se tornou um dos melhores penteados do ano. Além disso, seu uso constante de lenços triangulares durante as promoções do EP Always do Big Bang se tornou uma tendência entre os adolescentes e mais tarde foi apelidado de "lenços do Big Bang". G-Dragon é conhecido por sua aparência andrógina, com o Korea JoongAng Daily chamando-o de "uma estrela notável que cria um estilo sem gênero", observando como sua imagem se desvia do tipo de gênero fixo de homens e mulheres. A Vogue Magazine afirmou como sua aparência andrógina ou de gênero desafia uma "sociedade que mantém valores tradicionais e patriarcais e uma notável adesão a ideais de beleza fabricados". Joe Coscarelli, para o The New York Times, o chamou de "um ícone de estilo, um camaleão que muitas vezes faz com que Lady Gaga pareça séria". |
| Kai (1994)               | Cantor, rapper, ator e dançarino sul-coreano, referenciado como o "It Boy da Gucci" e "Gucci Humano", é o primeiro embaixador global masculino coreano para a Gucci Eyewear. Sobre a escolha de Kai como embaixador Alessandro Michele, disse em um comunicado: "A expressão no rosto de uma pessoa tem o poder fascinante de provocar uma variedade de reações imaginárias, transmitindo a mensagem de uma crença em seu poder individual." Kai popularizou a Crop Top Mania e transformou o uso de crop top em seu visual de assinatura. |
| Harry Styles (1994)      | Cantor e ator inglês, referenciado como "It Boy da Gucci". Em 2016, Styles cortou seu cabelo comprido característico e foi destaque na revista Another Man, depois disso, Anne T. Donahue, do The Guardian, o rotulou de "galã" que oferece "algo além da falta de camisa simbólica". Nicole Saunders da Billboard observou que sua moda "floresceu de um adolescente vestindo moletons roxos para uma mistura cuidadosamente executada de rock dos anos 70 com um toque glamoroso" ao longo do período de cinco anos no One Direction. Como artista solo, ele optou por ternos cor-de-rosa personalizados "algodão doce", tops com lantejoulas, reflexos de cetim estampados e saltos gradativamente mais altos. Para aparições públicas, ele incorporou uma seleção de Saint Laurent, Burberry e Gucci, aparecendo em uma série de campanhas para este último. |
| Jackson Wang (1994)      | Rapper, cantor e empresário honconguês, é o diretor de criação e designer-chefe da marca de moda Team Wang Design. Ele é a primeira celebridade masculina a ser o rosto de uma campanha de beleza de Giorgio Armani para uma fragrância feminina. Ele também colaborou com a grife francesa Fendi que contou com sua icônica bolsa baguete que era tradicionalmente direcionada apenas para mulheres. |
| Cameron Dallas (1994)    | Personalidade da internet, músico e ator americano, que começou a chamar atenção do público ainda adolescente, onde com apenas a câmera do celular e muita criatividade, ganhou notoriedade no Vine. Em 2016 passou a ser referenciado como o "It boy da Calvin Klein",ao fazer sua estreia no mundo fashion no desfile de Inverno 2017 da Calvin Klein, que aconteceu esta semana em Milão. Ao falar sobre Dallas, Joerg Koch expressou: "São os Rolling Stones, os Beatles e Justin Bieber em apenas um só." |
| Jimin (1995)             | Cantor e dançarino sul-coreano referenciado como o "It boy da Coreia do Sul". Em 2021, várias pessoas compartilharam capturas de tela dos resultados de pesquisa do Google quando perguntavam "Quem é o it boy da Coreia", tendo como resultado número um o nome de Jimin. Os resultados da pesquisa revelaram que Jimin, é o "It Boy" da Coreia do Sul. Os resultados principais também afirmam que Jimin tem uma grande personalidade dócil, presença de palco feroz, características andróginas e dualidade espetacular. O resultado da pesquisa também afirma ousadamente que Jimin tem potencial para ser um ícone na indústria. |
| Timothée Chalamet (1995) | Ator americano considerado pela mídia como um dos atores mais talentosos de sua geração e descrito como um ícone da moda, com seu cabelo, queixo e aparência andrógina destacados como suas marcas registradas. Chalamet se destacou na moda por seu armário cheio de blazers chamativos ao introduzir um conjunto visivelmente chamativo de cores, padrões e texturas em seu guarda-roupa. Em 2018, Vanity Fair referiu-se a Chalamet como o "It Boy favorito da moda". A Vogue nomeou-o o homem mais influente da moda em 2019 e credita-o por continuar a "ultrapassar a fronteira entre masculinidade tradicional e feminilidade" escrevendo "que as escolhas da moda são ainda mais impressionantes considerando que Chalamet se autodenomina". Em 2020, GQ rconsiderou-o o homem mais bem vestido do mundo. |
| Kang Daniel (1996)       | Cantor e empresário sul-coreano descrito como "um dos artistas solo masculino mais lucrativos e significativos do K-pop", com sua popularidade doméstica o que lhe valeu o apelido de "Center da Nação" pela mídia sul-coreana. Funcionários da indústria disseram que "mesmo que a indústria da moda esteja em declínio, Kang Daniel como modelo ainda pode fazer os outros gastarem dinheiro", afirmando que "sua taxa é a mais alta entre as estrelas em ascensão". Após sua estreia, ele rapidamente se tornou uma das estrelas mais procuradas entre as marcas de luxo cobiçadas e, desde então, colaborou e endossou muitas, como Chanel, Louis Vuitton, Calvin Klein e Cartier. |
| Jaehyun (1997)           | Cantor, ator e apresentador sul-coreano, referido como o "It Boy da Prada" e "Prada Humana". Um representante da marca compartilhou: "Através de várias colaborações com Jaehyun, pudemos sentir plenamente sua poderosa influência. Como ele é um artista com tudo, desde visuais luxuosos a um senso de moda excepcional, [Jaehyun] foi escolhido como embaixador para representar nossa marca". |
| Manu Ríos (1998)         | Ator, modelo e influenciador espanhol. Sua popularidade no Instagram, fez a mídia espanhola se referir a ele como o "rei dos influencers" e "it boy" da Espanha, e colaborou com marcas de moda conceituadas como Dior e Pull and Bear. |
| Yeonjun (1999)           | Cantor, rapper e dançarino sul-coreano, referido como "It Boy da 4ª geração". Após servir de modelo para marca ul:kin no desfile da New York Fashion Week, em fevereiro de 2021, ele foi descrito pela mídia local e estrangeira como um "It Boy". Esse termo fez a frequência de usuários ao redor do mundo pesquisando por "it boy" e "it boy da 4ª geração" naquela semana crescer três vezes mais em comparação à semana anterior. Lee Seung-dong, CEO e designer geral da ul:kin, declarou: "O ídolo de k-pop, Yeonjun, estava como um meio para estreitar a lacuna entre a arte e o público e promover a moda coreana e até mesmo a cultura coreana no mundo todo." Em entrevista para a Allure Korea em março de 2021, quando perguntado qual era seu estilo favorito, Yeonjun disse, "Eu gosto de tudo. Na verdade, eu gosto das coisas um pouco demais. Para mim, a moda é a forma como me expresso, sem me limitar a nada em grande escala." A colunista Carolina Malis disse, "O estilo de Yeonjun não é fixado em homens e mulheres, ou em neutralidade ou gênero. Ele apenas se move o quanto quer no espectro de 'o que ele quer fazer,' e tudo parece muito natural para ele."    |
| Felix (2000)             | Lee Felix se tornou o único ídolo da 4ª geração a aparecer na passarela como modelo, toda a coleção de roupas era totalmente feminina Felix estrelou três vezes uma coleção de roupas inteiramente feminina Ele participou de um desfile de uma coleção de roupas femininas como modelo , tornando-se assim o primeiro ídolo da 4ª geração a estrear como modelo para uma grande marca. “Acho legal quando um modelo masculino vai bem com roupas femininas ou cabelos e maquiagem ousados, pessoalmente gosto de moda que vai além dos limites e da imaginação” - Felix em entrevista à Arena Homme-Korea |